# Hans Jantzen
Hans Jantzen (ur. 26 kwietnia 1881 w Hamburgu, zm. 15 lutego 1967 we Fryburgu Bryzgowijskim) – niemiecki historyk sztuki, zwłaszcza średniowiecznej.

## Praca naukowa i dydaktyczna
W 1902 rozpoczął studia prawnicze na Uniwersytecie Monachijskim. Od 1903 studiował historię sztuki na uczelniach w Monachium, Berlinie i Halle. Na uniwersytecie w Halle obronił w 1908 pracę doktorską o architekturze niderlandzkiej pt. „Das niederländische Architekturbild” (das Architekturbild – wygląd wewnętrzny i zewnętrzny budowli – jako stylu – w którym motywy niearchitektoniczne są elementami uzupełniającymi i/lub ozdabiającymi), a w 1912 uzyskał habilitację na podstawie pracy pt. „Farbenwahl und Farbengebung in der holländischen Malerei des XVII. Jahrhunderts” („Wybór kolorów i kolorystyka w malarstwie holenderskim XVII wieku”). W 1916 został profesorem na Uniwersytecie Albrechta i Ludwika we Fryburgu, w 1931 przeniósł się na Uniwersytet Johanna Wolfganga Goethego we Frankfurcie i z kolei w 1935, z poparciem NSDAP, został wykładowcą w Monachium. Po przejściu na emeryturę w 1951 wykładał na fryburskiej uczelni jako profesor honorowy. 
Uważany jest za twórcę nowoczesnych badań nad gotykiem oraz pojęcia diafaniczności.

## Służba wojskowa
W latach 1903–1904 odbył roczną służbę wojskową jako wolontariusz w pułku piechoty. W czasie I wojny światowej, w 1916, walczył na froncie zachodnim. W trakcie II wojny światowej związał się z ruchem nazistowskim, jako członek wspierający SS (Fördermitglied der SS), a także członek organizacji NS-Volkswohlfahrt.